# Torciînovîci, Starîi Sambir
Torciînovîci (în ucraineană Торчиновичі) este localitatea de reședință a comunei Torciînovîci din raionul Starîi Sambir, regiunea Liov, Ucraina.

## Demografie
Componența lingvistică a localității Torciînovîci
     Ucraineană (99,71%)
     Alte limbi (0,29%)
Conform recensământului din 2001, majoritatea populației localității Torciînovîci era vorbitoare de ucraineană (99,71%), existând în minoritate și vorbitori de alte limbi.